# Darja Semeņistaja
Darja Semeņistaja (16 september 2002) is een tennisspeelster uit Letland. Semeņistaja begon met tennis toen zij vijf jaar oud was. Haar favoriete ondergrond is hardcourt. Zij speelt linkshandig en heeft soms een tweehandige, soms een éénhandige backhand. Zij is actief in het internationale tennis sinds 2019.

## Loopbaan

### Enkelspel
Semeņistaja debuteerde in 2019 op het ITF-toernooi van Shymkent (Kazachstan). Zij stond in 2021 voor het eerst in een finale, op het ITF-toernooi van Prokuplje (Servië) – hier veroverde zij haar eerste titel, door Française Alice Robbe te verslaan. Tot op heden(juli 2025) won zij vijftien ITF-titels, de meest recente in 2024 in Bangalore (India).
In 2023 speelde Semeņistaja voor het eerst op een WTA-hoofdtoernooi, op het toernooi van Makarska. Zij stond in 2024 voor het eerst in een WTA-finale, op het WTA 125-toernooi van Mumbai – hier veroverde zij haar eerste titel, door de Australische Storm Hunter te verslaan. Tot op heden(juli 2025) won zij twee WTA-titels, de andere in 2025 in La Bisbal d'Empordà.
Haar hoogste notering op de WTA-ranglijst is de 106e plaats, die zij bereikte in april 2024.

### Dubbelspel
Semeņistaja was in het dubbelspel minder actief dan in het enkelspel. Zij debuteerde in 2019 op het ITF-toernooi van Shymkent (Kazachstan), samen met Marija Tkatsjeva. Zij stond in 2020 voor het eerst in een finale, op het ITF-toernooi van Monastir (Tunesië), geflankeerd door de Deense Olivia Gram – zij verloren van het Wit-Russische duo Joelija Hatowka en Anna Koebareva. De week erna veroverde Semeņistaja haar eerste titel, op het ITF-toernooi van Monastir (Tunesië), samen met de Tsjechische Laetitia Pulchartová, door het Russische duo Darja Astachova en Anastasija Suchotina te verslaan. Tot op heden(juli 2025) won zij tien ITF-titels, de meest recente in 2025 in Wiesbaden (Duitsland).
In 2023 speelde Semeņistaja voor het eerst op een WTA-hoofdtoernooi, op het toernooi van Båstad, samen met de Argentijnse Julia Riera. Zij stond in 2024 voor het eerst in een WTA-finale, op het WTA 125-toernooi van Canberra, samen met de Sloveense Veronika Erjavec – hier veroverde zij haar eerste titel, door het Australische koppel Kaylah McPhee en Astra Sharma te verslaan. Tot op heden(juli 2025) won zij twee WTA-titels, de andere in 2024 in Boekarest, samen met Française Carole Monnet.
Haar hoogste notering op de WTA-ranglijst is de 121e plaats, die zij bereikte in juli 2025.

### Tennis in teamverband
In de periode 2022–2024 maakte Semeņistaja deel uit van het Letse Fed Cup-team – zij bereikte daar een winst/verlies-balans van 4–6.

## Posities op deWTA-ranglijst
Positie per einde seizoen:
| jaar | rang enkelspel | rang dubbelspel |
| ---- | -------------- | --------------- |
| 2019 | 1273           | 1270            |
| 2020 | 1106           | 799             |
| 2021 | 551            | 753             |
| 2022 | 254            | 323             |
| 2023 | 135            | 201             |
| 2024 | 121            | 146             |

## Palmares
| Legenda                 |
| ----------------------- |
| Grandslamtoernooi       |
| Olympische Spelen       |
| Year-End Championships  |
| Premier Mandatory       |
| Premier Five / WTA 1000 |
| Premier / WTA 500       |
| International / WTA 250 |
| Challenger / WTA 125    |

### WTA-finaleplaatsen enkelspel
| nr.              | finale     | toernooi                | ondergrond | tegenstandster | score         |         |
| ---------------- | ---------- | ----------------------- | ---------- | -------------- | ------------- | ------- |
| gewonnen finales |            |                         |            |                |               |         |
| 1.               | 2024-02-11 | WTA Mumbai              | hardcourt  | Storm Hunter   | 5-7, 7-6, 6-2 | details |
| 2.               | 2025-04-06 | WTA La Bisbal d'Empordà | gravel     | Dalma Gálfi    | 5-7, 6-0, 6-4 | details |
| verloren finales |            |                         |            |                |               |         |
| geen             |            |                         |            |                |               |         |

### WTA-finaleplaatsen vrouwendubbelspel
| nr.              | finale     | toernooi                | ondergrond | partner            | tegenstandsters               | score            |         |
| ---------------- | ---------- | ----------------------- | ---------- | ------------------ | ----------------------------- | ---------------- | ------- |
| gewonnen finales |            |                         |            |                    |                               |                  |         |
| 1.               | 2024-01-07 | WTA Canberra            | hardcourt  | Veronika Erjavec   | Kaylah McPhee Astra Sharma    | 6-2, 6-4         | details |
| 2.               | 2024-09-14 | WTA Boekarest           | gravel     | Carole Monnet      | Aliona Bolsova Katarzyna Kawa | 1-6, 6-2, [10-7] | details |
| verloren finales |            |                         |            |                    |                               |                  |         |
| 1.               | 2025-01-03 | WTA Canberra            | hardcourt  | Nina Stojanović    | Jaimee Fourlis Petra Hule     | 5-7, 6-4, [6-10] | details |
| 2.               | 2025-04-05 | WTA La Bisbal d'Empordà | gravel     | Nina Stojanović    | Magali Kempen Anna Sisková    | 6-7, 1-6         | details |
| 3.               | 2025-07-19 | WTA Rome                | gravel     | Ekaterine Gorgodze | Cho I-hsuan Cho Yi-tsen       | 6-4, 4-6, [6-10] | details |

### Gewonnen ITF-toernooien enkelspel
| nr. | finale     | toernooi     | dotatie  | ondergrond | tegenstandster in finale | score          |
| --- | ---------- | ------------ | -------- | ---------- | ------------------------ | -------------- |
| 01. | 2021-07-04 | Prokuplje    | $ 15.000 | gravel     | Alice Robbe              | 6-2, 2-6, 6-3  |
| 02. | 2021-07-11 | Prokuplje    | $ 15.000 | gravel     | Natalija Senić           | 6-0, 6-2       |
| 03. | 2021-08-15 | Bratislava   | $ 15.000 | gravel     | Pia Lovrič               | 6-4, 6-3       |
| 04. | 2021-08-29 | Tsjornomorsk | $ 15.000 | gravel     | Nicole Fossa Huergo      | 6-3, 6-2       |
| 05. | 2021-10-03 | Cancún       | $ 15.000 | hardcourt  | María Portillo Ramírez   | 6-3, 7-5       |
| 06. | 2021-10-10 | Cancún       | $ 15.000 | hardcourt  | María Portillo Ramírez   | 5-7, 7-6, 6-0  |
| 07. | 2021-10-17 | Cancún       | $ 15.000 | hardcourt  | Rachel Gailis            | 7-5, 7-5       |
| 08. | 2022-02-13 | Cancún       | $ 25.000 | hardcourt  | Lina Glushko             | 4-6, 7-6, 6-2  |
| 09. | 2022-05-15 | Pula         | $ 25.000 | gravel     | Irina Chromatsjova       | 6-4, 4-6, 6-1  |
| 10. | 2022-06-26 | Ystad        | $ 25.000 | gravel     | Sofia Samavati           | 3-6, 6-3, 6-1  |
| 11. | 2023-02-12 | Mexico-Stad  | $ 40.000 | hardcourt  | Jana Kolodynska          | 7-5, 4-0, opg. |
| 12. | 2023-05-07 | Praag        | $ 60.000 | gravel     | Jéssica Bouzas Maneiro   | 2-6, 6-3, 6-4  |
| 13. | 2023-07-09 | Liepāja      | $ 60.000 | gravel     | Jessie Aney              | 6-4, 6-4       |
| 14. | 2023-07-23 | Olomouc      | $ 60.000 | gravel     | Lea Bošković             | 6-7, 6-3, 6-1  |
| 15. | 2024-01-21 | Bangalore    | $ 50.000 | hardcourt  | Carole Monnet            | 6-1, 3-0, opg. |